# Milkshake Duck
Dans la culture Internet, un Milkshake Duck (littéralement « Canard lait-frappé ») est une personne qui gagne en popularité sur les réseaux sociaux en raison d'un trait positif ou charmant, mais qui plus tard se révèle avoir une histoire désastreuse ou qui s'engage dans un comportement offensant,,. Le terme a été lié à la cancel culture, une tendance perçue de la culture de la dénonciation sur les médias sociaux, résultant à l'ostracisation de célébrités et leurs carrières déraillant de manière abrupte par une méconduite médiatisée,.

| pixelatedboat  | Twitter |
| @pixelatedboat |         |

(en) The whole internet loves Milkshake Duck, a lovely duck that drinks milkshakes! *5 seconds later* We regret to inform you the duck is racist
         

            Tout l'internet adore Milkshake Duck, un adorable canard qui boit des lait-frappés! *5 secondes plus tard* Nous regrettons de vous informer que le canard est raciste
        

        12/06/2016

La phrase est dérivée d'une publication sur Twitter datant du 12 juin 2016 par Ben Ward, un dessinateur australien utilisant le pseudonyme « pixelatedboat ». Sa blague sur Twitter décrit un phénomène internet viral fictif d'un « adorable canard qui boit des lait-frappés » et qui est alors immédiatement découvert comme étant raciste. Interrogé en 2017, Ward n'était pas certain de ce qui lui a véritablement inspiré à la blague, mais se rappela que cette dernière fut partiellement influencée par Chewbacca Mask Lady,,.

## Exemples notables
Le phénomène est apparu avant juin 2017, en particulier avec Ken Bone durant le débat présidentiel des États-Unis en 2016, qui avait initialement reçu une exposition positive, jusqu'à ce qu'un historique Reddit discutable fut révélé après ses apparitions.
La démonstration du jeu vidéo indépendant The Last Night était un point phare de la conférence de presse de Microsoft durant l'Electronic Entertainment Expo 2017 en raison de ses visuels cyberpunk stylés. Puis, un de ses créateurs, Tim Soret, s'est avéré avoir parlé en soutien de la campagne de harcèlement du Gamergate en 2014, ce qui mena à des critiques de ses opinions un jour plus tard et ternit l'image du jeu. Soret s'excusa le lendemain et affirma que ses points de vue sur le Gamergate et sur d'autres sujets avaient changé. Le terme « milkshake duck » fut rapidement appliqué au jeu. Des reproches sur le jeu et la subséquente controverse sur les médias sociaux mena à une adoption plus élargie du terme.
La rappeuse et chanteuse américaine Doja Cat fut déclarée Milkshake Duck de 2018 par NME. L'artiste avait vécu un succès viral avec son single "Mooo!," une novelty song avec un thème lyrique absurde où elle fantasme à l'idée d'être une vache. De la controverse s'est ensuivi lorsqu'il fut révélé que dans un tweet de 2015, elle avait utilisé l'insulte homophobe « pédé » pour décrire les artistes de hip-hop Tyler, the Creator et Earl Sweatshirt, membres du collectif musical Odd Future. Elle défendit initialement ses remarques en écrivant, « J'ai appelé certaines personnes pédés quand j'étais au collège en 2015[,] est-ce que cela veut dire que je ne mérite pas de soutien ? J'ai dit pédé à peu près 15 000 fois dans ma vie. Est-ce que dire pédé signifie que vous détestez les personnes gay ? » Sa réponse fit un plus gros tollé, y compris avec un tweet critique de l'actrice Debra Messing de la série Will et Grace, où elle exprima sa déception envers Doja pour avoir défendu son indifférence sur le passé, et l'implorant d'utiliser sa célébrité et sa plateforme pour le bien. Doja Cat publia plus tard une série d'excuses pour ses mots dérogatoires et supprima ses tweets. La controverse généra beaucoup de débats sur les limites de la "cancel culture",.
Peu après que son webcomic Strange Planet commença à achever un succès viral début 2019, le bédéiste Nathan W. Pyle fut décrit comme un exemple de « phénomène milkshake duck » lorsqu'un tweet de lui datant de 2017 révéla des opinions anti-avortement. Pyle dit peu après que lui et sa femme « ont des croyances privées étant donné qu'elles concernent notre foi chrétienne. Nous croyons que la séparation de l'église et de l'état est cruciale à la floraison de notre nation », et sont des partisans du Parti démocrate,.
En 2021, le comédien Jensen Karp devint viral en raison d'un tweet où il raconte avoir trouvé ce qui semblait être la queue d'une crevette dans ses céréales Croque-Canelle. Il fut plus tard révélé être un prétendu agresseur par plusieurs autres comptes Twitter.

### Le «milkshake duck inversé»
En octobre 2018, certains médias ont utilisé le terme « milkshake duck inversé » (reverse milkshake duck) pour décrire le retournement de l'image public d'un de problématique à positive. Une mère avec le nom d'utilisateur Twitter BlueStarNavyMom3 publia une photo de son fils, l'associant avec le hashtag #HimToo, suggérant qu'il avait peur d'aller à des rendez-vous en solo en raison d'accusations sexuelles erronées. Le fils, Pieter Hanson, fut surpris par la publication et publia, dans son compte Tweeter récemment créé, un message disant le contraire :
C'était ma mère. Parfois, les gens que nous aimons font des choses qui nous font mal sans le réaliser. Inversons la situation. Je respecte et #CroisEnLesFemmes [#BelieveWomen]. Je n'ai jamais et je ne supporterai jamais #HimToo. Je suis un fier vétéran de la marine, papa chat et un allié. Aussi, Twitter, votre ' meme game ' est à point.
L'écrivain Devon Maloney, de The Verge, fut l'un des premiers à mettre un nom à ce contraire, disant, « Dans ce qui pourrait être le tout premier milkshake-ducking inversé de l'internet, Pieter lui-même s'est finalement connecté quelques heures plus tard pour laver son nom une bonne fois pour toutes ».
Aja Romano, de Vox, suggéra que le phénomène « pourrait être en fait le contraire d'un Milkshake Duck est — lorsqu'un moment viral débute de manière visiblement terrible, mais devient alors bon de manière inattendue. » The Guardian dit : « L'histoire d'Hanson pourrait être l'une des premiers exemples de l'inversement, alors que la réalité de sa personnalité (un jeune homme visiblement inspirant et décent) est loin de la manière sexiste dont nous lui avons été présentés." Slate le décrit en tant que « méchant viral qui se révèle être, malgré tout cela, un héros justifié. »

## Dérivés
Un concept lié au « milkshake duck » est celui du « favori problématique » (problematic fave), une phrase provenant de Tumblr décrivant une personne populaire et notable qui, malgré des récentes actions ou des déclarations offensives ou blessantes de sa part, parvient à garder sa popularité. Ben Ward était en train d'imiter comment les réseaux sociaux trouveraient des secrets sombres de visages publics qui semblaient être des gens décents, ce qui mène à l'idée qu'il y a quelque chose de bien sur eux, mais que leur image est ternie et ils sont maintenant perçus comme étant problématiques. L'entrepreneur Elon Musk a été décrit comme étant un « favori problématique » après qu'il a nommé un des secouristes de la grotte de Thaïlande un « gars pédo », faisant apparemment allusion à la proéminence du tourisme sexuel impliquant des enfants et de la prostitution enfantine en Thaïlande, en réponse à des critiques de Vern Unsworth, un occidental en Thaïlande qui a participé au sauvetage.
Une écrivaine de Polygon Julia Alexander argumenta que des termes tels que « milkshake duck » et « favori problématique » sont des symptômes du conflit culturel actuel sur l'Internet, où des utilisateurs sont prêts à être outrés et à avoir la capacité de rechercher l’historique Internet public d'une personne pour trouver des déclarations dans le but de supporter cela. Alexander suggéra que pour éviter ces étiquettes, on ne devrait pas s'en faire sur quelles déclarations ces personnes ont pu avoir faites, mais de montrer qu'elles sont conscientes du fait qu'elles ont faites ces déclarations et qu'elles se sont dépassées ou ont changé depuis.

## Dans le dictionnaire
En décembre 2017, la phrase était un finaliste du « mot de l'année » d'Oxford Dictionaries, perdant contre « youthquake ». En janvier 2018, le Macquarie Dictionary d'Australie nomma « milkshake duck » mot de l'année de 2017.
La phrase fut ajoutée à Dictionary.com et est décrite en tant qu'une « personne (ou chose) qui devient extrêmement populaire sur l'internet pour quelque raison positive, mais alors que sa popularité décolle et que les gens fouillent son passé, elle devient rapidement un objet d'outrage et de haine. »